# Boryaceae
Boryaceae, malena biljna porodica iz reda šparogolike (Asparagales) kojoj pripadaju dva roda s ukupno 12 vrsta.
Sve vrste endemi su australskog kontinenta.

## Rodovi
1. Alania Endl.  (1 sp.)
2. Borya Labill. (12 spp.)